# Синаномати (станция)
Станция Синаномати (яп. 信濃町駅 синаномати эки) — железнодорожная станция на линии Тюо-Собу, расположенная в специальном районе Синдзюку в Токио. Станция была открыта 9 октября 1894 года. В окрестностях станции находится штаб-квартира японского религиозного общества Сока Гаккай, а также больница медицинского факультета университета Кэйо. На станции установлены автоматические платформенные ворота.

## Планировка станции
Одна платформа островного типа и два пути.
| 1 | ■Линия Тюо-Собу | Синдзюку, Митака |
| 2 | ■Линия Тюо-Собу | Отяномидзу, Тиба |

## Близлежащие станции
| «    |  | Линия          |  | »        |
| ---- |  | -------------- |  | -------- |
| Ёцуя |  | Линия Тюо-Собу |  | Сэндагая |